# Очисний простір

Очисний простір (рос. очистное пространство, англ. face working space, нім. Abbauraum m) — простір, що утворюється в результаті видалення корисних копалин очисними роботами. Очисний простір може бути відкритим, заповненим закладкою або обваленими вмісними породами.